# Feel Special
是由JYP娛樂製作，韓國女子團體TWICE於2019年9月23日推出的第八張韓語迷你專輯，專輯共收錄了7首歌曲，主打歌是朴軫永第五首為TWICE作詞作曲的作品，成員也參與了專輯製作。專輯發售後，再次打破自身先前的紀錄，以154,028張創下韓國女子團體首週最高銷售紀錄。

## 製作
專輯內共收錄了7首歌曲。同名主打歌由朴軫永作曲和填詞，是繼《Signal》、《What is Love?》、《BDZ》、《The Best Thing I Ever Did》後，第五首由朴軫永創作的TWICE主打歌。為朴軫永與成員們交流後的結果，成員們看到歌詞也都覺得「歌詞很好的表達了她們的心境」。朴軫永接受採訪也表示他在創作歌曲時抱持著「希望大家都能因為一句溫暖的話獲得重新站起來的力量」。
除了及，專輯收錄的歌曲都至少有一位成員參與製作。由娜璉填詞，由志效和JQ共同填詞，由多賢和JQ共同填詞，由Momo和심은지共同填詞，〈21:29〉由TWICE全員創作，歌曲包含了想傳達給ONCE（TWICE粉絲的稱呼）們的訊息，其歌名的來由是因為歌曲剛好在「21點29分」完成。

## 發行與宣傳
2019年8月9日，JYP娛樂透露TWICE新曲MV已拍攝完畢，但沒有透露確切的回歸日期。同年9月8日，經紀公司確定了TWICE將在9月23日以迷你八輯回歸。
從8日至16日開始，官方陸續公布娜璉、定延、Momo、Sana、志效、Mina、多賢、彩瑛、子瑜的個人預告片和個人概念照。其中Momo的個人預告影片首次公開出道以來未曾露出過的額頭造成廣大迴響，在美國推特實時趨勢上超越了同時間舉行的「Apple發表會（Apple Event）」，美國知名企業家發推詢問的「MOMO是什麼?（What is MOMO?!?）」更是成為熱門推文，《時代雜誌》甚至為此發布了一篇關於TWICE的介紹文。不久後公布個人影片的Mina，也以「#FeelSpecial_Mina」的主題標籤登上推特的世界趨勢榜冠軍。
Mina雖然參與了專輯製作，但由於生病的緣故，因此包括了Showcase、演唱會和電視節目等宣傳活動都只有8名成員。Mina的生病狀況和TWICE密切的回歸行程也受到關注，在接受《TIME》的訪談，娜璉表示「看到公司的公告和粉絲的回應，我認為我們（TWICE）在活動方面不必著急」，並希望Mina在回來之前都能保持身體健康，多賢也表示了身體與心理上的健康是成員最該重視的事情。
專輯於2019年9月23日正式發行，實體版分為白色、藍色和棕色三種版本，內含寫真冊、隨機成員印刷CD（共9款）、隨機成員小卡5張（共90款）、黃金卡1張（共9款）和歌詞本（共9款），預購則送10張小卡套組和海報。發售當天，除了Mina外的成員皆出席於首爾廣壯洞Yes24 Live Hall舉辦的記者會，而志效受傷是影響，僅坐著演出。

## 專業評價
thebiaslist給予〈Feel Special〉8.75分，評論員NICK擔心這又是一首追尋熱帶浩室（Tropical house）曲風的流行音樂，但歌曲採用的Beat-Club和強大的合唱，讓他對歌曲印象深刻，《滾石印度》的Riddhi Chakraborty表示這次歌曲與TWICE往常的泡泡糖流行不同，展現了更加成熟且複雜的聲音。
《Young Post》在標題寫到專輯很好的融合電子舞曲、嘻哈以及90年代的音樂風格，稱讚〈Trick It〉不只是專輯內最引人注意的歌曲也是最好的K-pop。

## 商業成績
實體銷售方面，根據Hanteo的統計，《Feel Special》首週共售出了154,028張專輯，除了是當週的專輯銷售冠軍，該紀錄也打破了上一張迷你專輯《FANCY YOU》銷售151,000張的紀錄，成為2019首週最多專輯銷售紀錄的韓國女子團體。9月，專輯在日本與韓國分別售出48,627張及368,842張。
在數位下載方面，《Feel Special》發布首周就在美國、加拿大、紐西蘭等26個國家的iTunes專輯榜獲得冠軍。而在Oricon公信榜的數位專輯榜上，專輯售出2,833張排在當周第二名。
2022年3月10日，《Feel Special》在Gaon Chart出貨量突破50萬張，獲得雙白金認證，成為自身第六張突破50萬銷量的專輯。
2023年5月29日，主打歌<Feel Special>在日本唱片協會獲得串流雙白金認證(2億)，為首個達成的韓國女團歌曲。

## 曲目
| CD       | CD                         | CD                         | CD                                                                                 | CD                                     | CD    |
| 曲序     | 曲目                       |                            | 作曲                                                                               | 编曲                                   | 时长  |
| -------- | -------------------------- | -------------------------- | ---------------------------------------------------------------------------------- | -------------------------------------- | ----- |
| 1.       | Feel Special               | J.Y Park "The Asiansoul"   | - J.Y Park "The Asiansoul" - Ollipop - Hayley Aitken                               | 이우민 "collapsedone"                  | 3:26  |
| 2.       | RAINBOW                    | 娜璉                       | - Alexander Karlsson - JeL - Mihaela Borislavova Marinova - Nikol Genadieva Kaneva | - Alexander Karlsson - JeL             | 2:57  |
| 3.       | GET LOUD                   | - 志效 - 제이큐(JQ)        | - Ryan S. Jhun - Miro Markus - Anna Timgren                                        | - Ryan S. Jhun - Miro Markus           | 3:07  |
| 4.       | TRICK IT                   | - 多賢 - 제이큐(JQ)        | - Melanie Fontana(멜라니 폰타나) - GG Ramirez - Jurek Reunamaki - 72               | Jurek Reunamaki                        | 3:14  |
| 5.       | LOVE FOOLISH               | - Momo - 沈恩智            | - 沈恩智 - 베르시최 - Louise Frick Sveen                                           | - 沈恩智 - 베르시최                    | 3:11  |
| 6.       | 21:29                      | TWICE                      | - Lee Ju-hyung (MonoTree) - 裴秀貞                                                 | Lee Ju-hyung (MonoTree)                | 3:48  |
| 7.       | Breakthrough (Korean Ver.) | - Olivia Choi - Yu Shimoji | - Jan Baars - Rajan Muse - Ronnie Icon                                             | - Jan Baars - Rajan Muse - Ronnie Icon | 3:37  |
| 总时长： | 总时长：                   | 总时长：                   | 总时长：                                                                           | 总时长：                               | 23:20 |

## 音樂現場
| Feel Special   | Feel Special | Feel Special      |
| 節目名稱       | 電視台       | 日期              |
| -------------- | ------------ | ----------------- |
| M! Countdown   | Mnet         | 9月26日、10月3日  |
| Music Bank     | KBS2         | 9月27日、10月4日  |
| Show! 音樂中心 | MBC          | 9月28日、10月12日 |
| 人氣歌謠       | SBS          | 9月29日、10月6日  |
| Show Champion  | MBC Music    | 10月2日           |

## 榜單表現
| 排行榜（2019年）                     | 排名 |
| ------------------------------------ | ---- |
| 法國下載專輯榜（SNEP）               | 35   |
| 日本專輯榜（Oricon）                 | 3    |
| 日本數位專輯榜（Oricon）             | 2    |
| 日本熱門專輯榜（日本《告示牌》）     | 13   |
| 蘇格蘭專輯榜（OCC）                  | 66   |
| 韓國專輯榜（Gaon）                   | 1    |
| 西班牙專輯榜（PROMUSICAE）           | 47   |
| 台灣日韓榜（五大唱片）               | 1    |
| 英國專輯下載榜（OCC）                | 42   |
| 美國最佳熱門發現專輯榜（《告示牌》） | 10   |
| 美國世界專輯榜（《告示牌》）         | 6    |

| 排行榜（2019年）     | 排名 |
| -------------------- | ---- |
| 日本專輯榜（Oricon） | 8    |
| 韓國專輯榜（Gaon）   | 2    |

| 排行榜（2019年）       | 排名 |
| ---------------------- | ---- |
| 日本專輯榜（Oricon）   | 50   |
| 韓國專輯榜（Gaon）     | 10   |
| 台灣日韓榜（五大唱片） | 3    |

## 銷售及認證
| 國家或地區               | 認證    | 銷量     |         |
| ------------------------ | ------- | -------- | ------- |
| 日本                     |         | 87,321*  | 87,321* |
| 韓國（韓國音樂內容協會） | 2× 白金 | 500,000* |         |
| *銷售認證計算於實際銷量  |         |          |         |